# Confinamentos da COVID-19 na China

Wuhan, província de Hubei, China.

Em 23 de janeiro de 2020, o governo central da China impôs um lockdown (em pt bloqueio) em Wuhan e em outras cidades na província de Hubei, em um esforço para conter a pandemia de COVID-19 no país. O incidente foi comumente referido na mídia como a "lockdown de Wuhan" (em chinês: 武汉封城; pinyin: Wǔhàn fēng chéng). A Organização Mundial da Saúde (OMS), apesar de afirmar que estava além de suas próprias diretrizes, elogiou a iniciativa, chamando-a de "inédita na história da saúde pública". O bloqueio em Wuhan estabeleceu o precedente para medidas semelhantes em outras cidades chinesas. Poucas horas após o bloqueio de Wuhan, também foram impostas restrições de viagem nas cidades próximas de Huanggang e Ezhou, e eventualmente foram impostas em todas as outras 15 cidades de Hubei, afetando um total de cerca de 57 milhões de pessoas.
Em 2 de fevereiro de 2020, Wenzhou, Zhejiang, implementou uma quarentena de sete dias em que apenas uma pessoa por família podia sair uma vez a cada dois dias, e a maioria das saídas da rodovia foram fechadas. Em 13 de março de 2020, Huangshi e Qianjiang se tornaram as primeiras cidades de Hubei a remover estritas restrições de viagem em parte ou em todos os seus limites administrativos.
Em 8 de abril de 2020, o governo encerrou o lockdown após 76 dias.